# ARI Motors
Die ARI Motors GmbH ist ein Fahrzeugimporteur, der Elektrofahrzeuge und Leichtelektromobile unter der Marke ARI Motors vertreibt. Das Unternehmen hat sich auf Nutzfahrzeuge für kleine und mittlere Betriebe sowie den Flotteneinsatz in Großkonzernen spezialisiert, indem es verschiedene Aufbauvarianten wie Pritsche, Kühlbox oder Kofferaufbau anbietet.

## Geschichte
Nachdem sich die Gründer Daniel Jacob, Pavel Pilous und Thomas Kuwatsch bereits mehrere Jahre durch Projekte im Bereich Elektromobilität kannten, gründeten sie 2016 das Unternehmen. Zusammen mit dem chinesischen Hersteller Jiayuan EV wurde ein Prototyp entwickelt, der noch im selben Jahr die europäische Zulassung erhielt und zunächst nur in Tschechien über den Vertriebspartner velorXtrike s.r.o. verkauft wurde. Für dessen Fahrzeuge erfolgte 2018 der Eintritt in den deutschen Markt, damals noch unter dem Namen VXT-Deutschland OHG. Seit 2019 ist dieses Vertriebsunternehmen unter der Firma ARI Motors GmbH tätig, wobei „ARI“ dem japanischen Wort für „Ameise“ entspricht. Das Unternehmen arbeitet mit diversen Service-Partnern zusammen, um den Service seiner Fahrzeuge sicherzustellen.
Seit Beginn des Jahres 2021 ist ARI Motors Mitglied des Bundesverband eMobilität.
Im Juli 2023 ging das Unternehmen an die Börse. Dies geschah in Form des Eintritts in das Primärmarktsegment der Börse Düsseldorf und wurde durchgeführt, um den Wachstumskurs des Unternehmens zu finanzieren.

## Marktumfeld
Die Elektrofahrzeuge basieren neben den Herstellern Karry, TMEC und AINAG auf denen des chinesischen Herstellers Jiayuan EV mit Sitz in Nanjing, der die Fahrzeugplattformen für einige Modelle liefert. In einer Manufaktur im Prager Vorort Říčany werden diese Plattformen mit individuellen Aufbauten versehen und für den europäischen Markt umgebaut.
Wettbewerber von ARI Motors auf dem deutschen Markt für Leichtelektromobile mit Nutzfahrzeugausstattung sind u. a. Goupil Industrie (Frankreich), Piaggio (Italien), Kyburz (Schweiz), Aixam (Frankreich).

## Modellpalette
Der Schwerpunkt der Produktion liegt auf dem Elektrotransporter ARI 458, dessen Aufbauvarianten sich über die Jahre von zwei auf acht erweitert hat. So wurden unter anderem ein Kipper und eine Alkoven-Variante entwickelt. Zudem werden weitere individuelle und branchenspezifische Aufbaulösungen zusammen mit Kunden entwickelt. Neben dem Elektrotransporter hat ARI Motos auch Lastenmopeds (ARI 145 und ARI 345) und Personenfahrzeuge (ARI 252/452/802) im Angebot. Die Personenfahrzeuge ARI 252 und ARI 452 haben eine Geschwindigkeitsbegrenzungen auf 25 km/h bzw. 45 km/h, wodurch ein Betrieb mit Mopedkennzeichen möglich ist.
Im Jahr 2021 wurde der ARI 901 eingeführt, ein großer Elektrotransporter der EG-Fahrzeugklasse N1 mit rund 900 kg Nutzlast und einer Reichweite von rund 250 km. Wie der ARI 458 wird auch der ARI 901 mit verschiedenen Transport-Aufbauten hergestellt, z. B. als Pritsche, Kipper, Kastenwagen oder mit Kofferaufbau. Auch hier sind individuelle Anpassungen je nach Transportanforderung möglich. So gibt es einige Modelle zum Beispiel auch als Kaffeemobil und Food Truck.
Im April 2023 kam das Personenfahrzeug ARI 902 mit einer Höchstgeschwindigkeit von 90 km/h auf den Markt, den Winmax Asia in Hongkong fertigt. Später im selben Jahr folgte der große Geräteträger ARI 1570, der in verschiedenen Varianten verkauft wird, z. B. als Kipper, Müllsammelfahrzeug oder Hakenladen. Es folgten weitere kleine Elektrofahrzeuge der Leichtfahrzeugklasse L7e namens ARI Bruni und ARI Soleno. Mit dem ARI Poly auf Basis des Wuling Binguo wird seit Mai 2025 ein herkömmlicher Pkw angeboten.

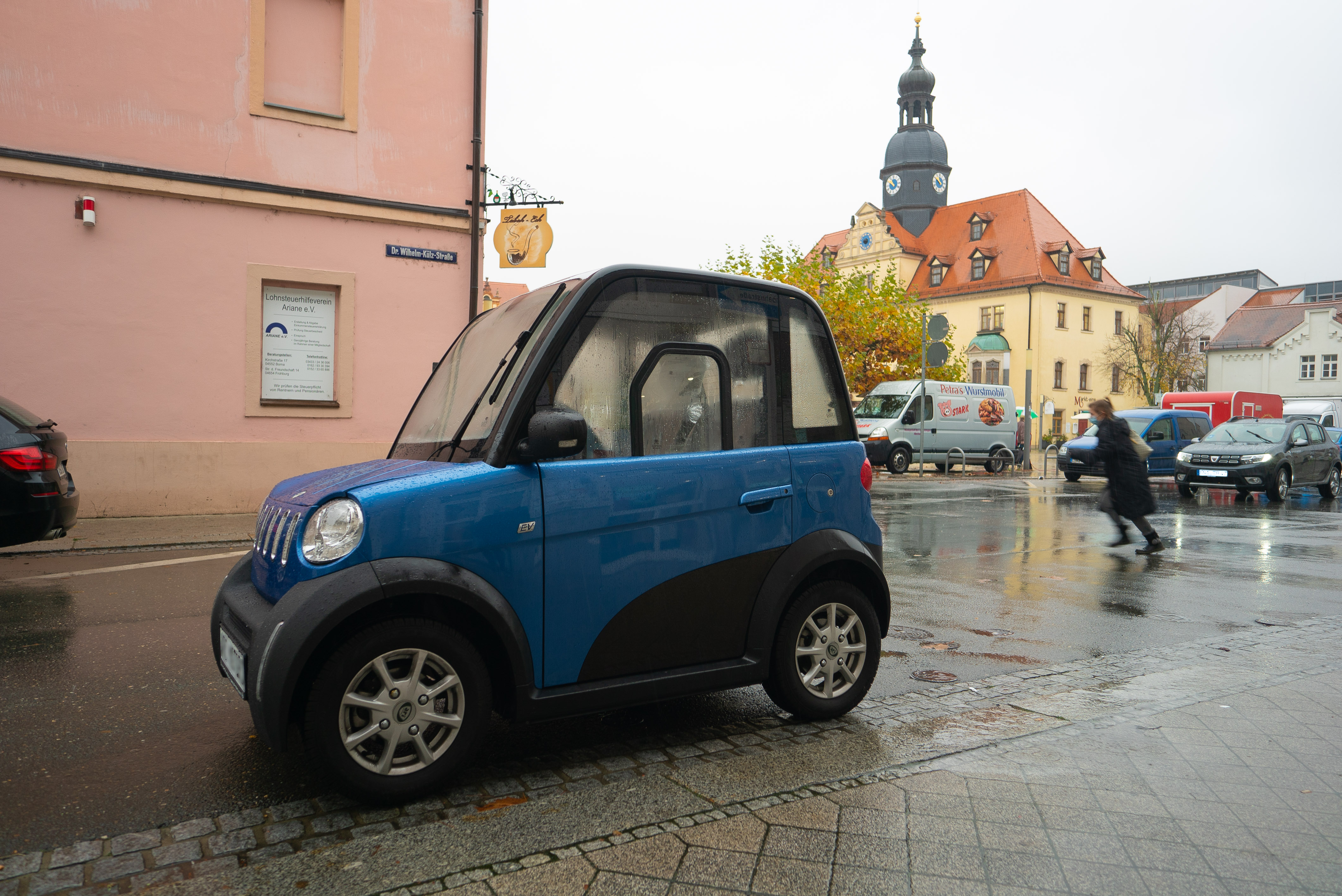
ARI 452 Personenfahrzeug
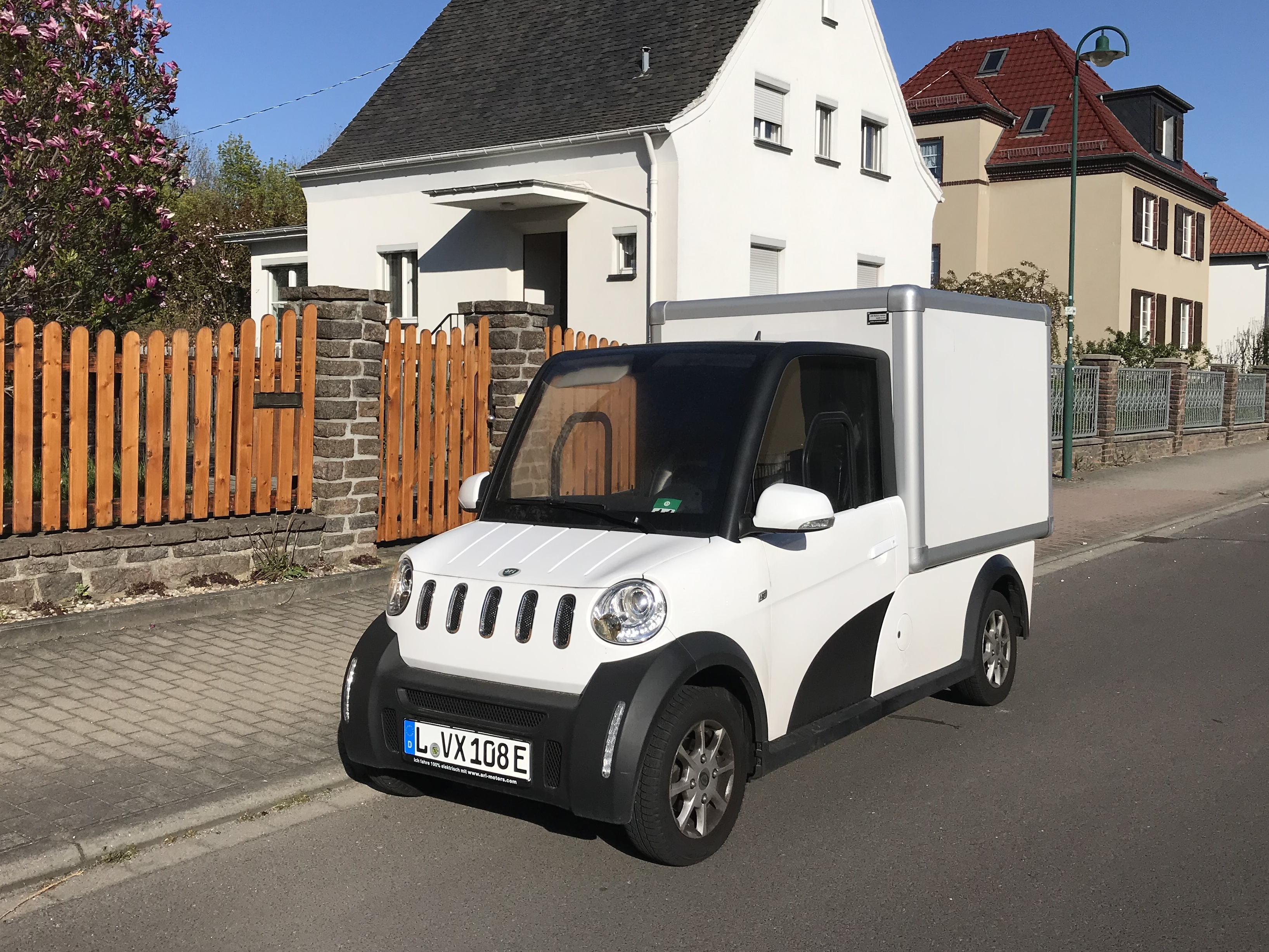
ARI 458 Kofferaufbau L
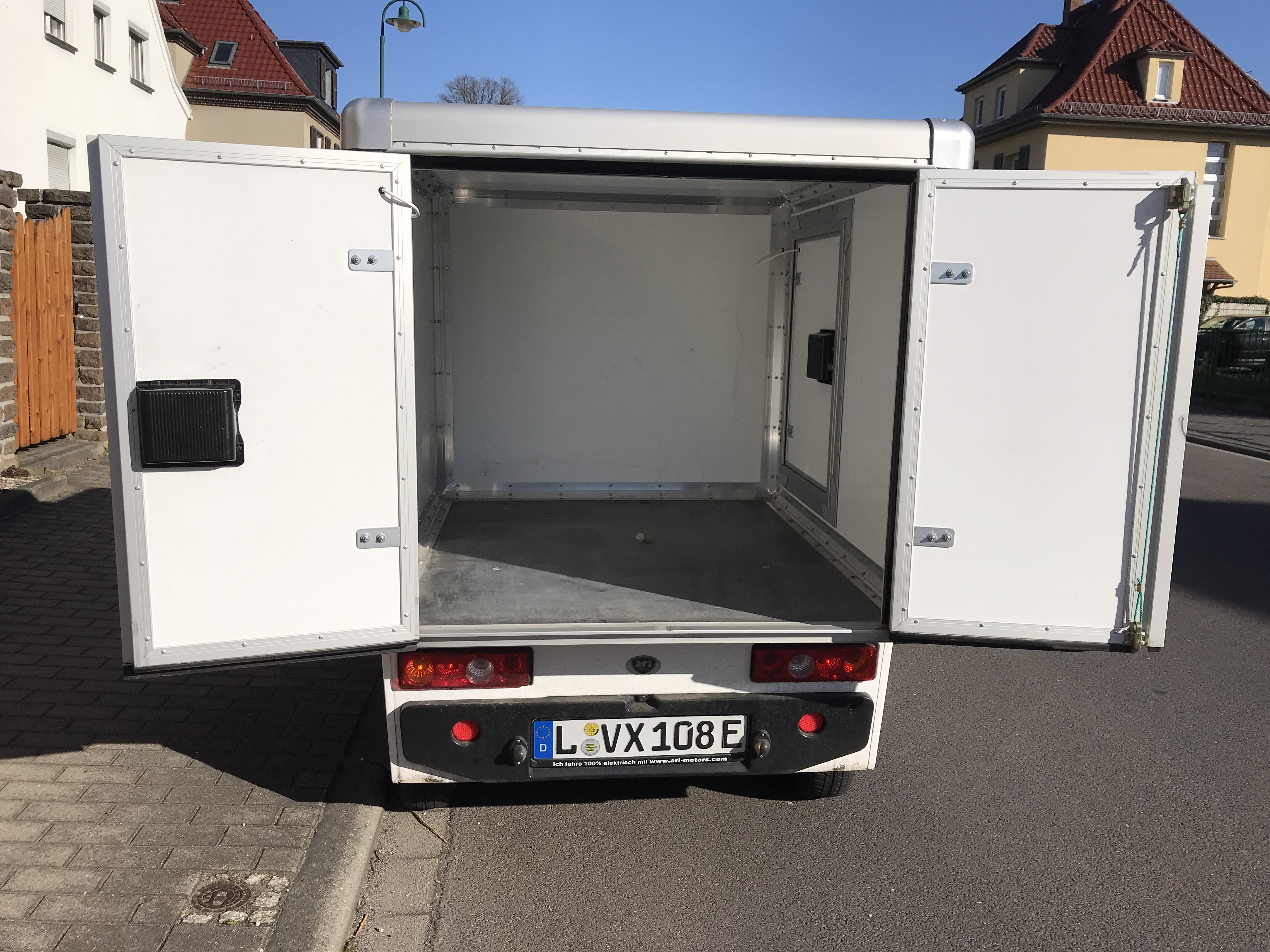
ARI 458 Koffer L Laderaum
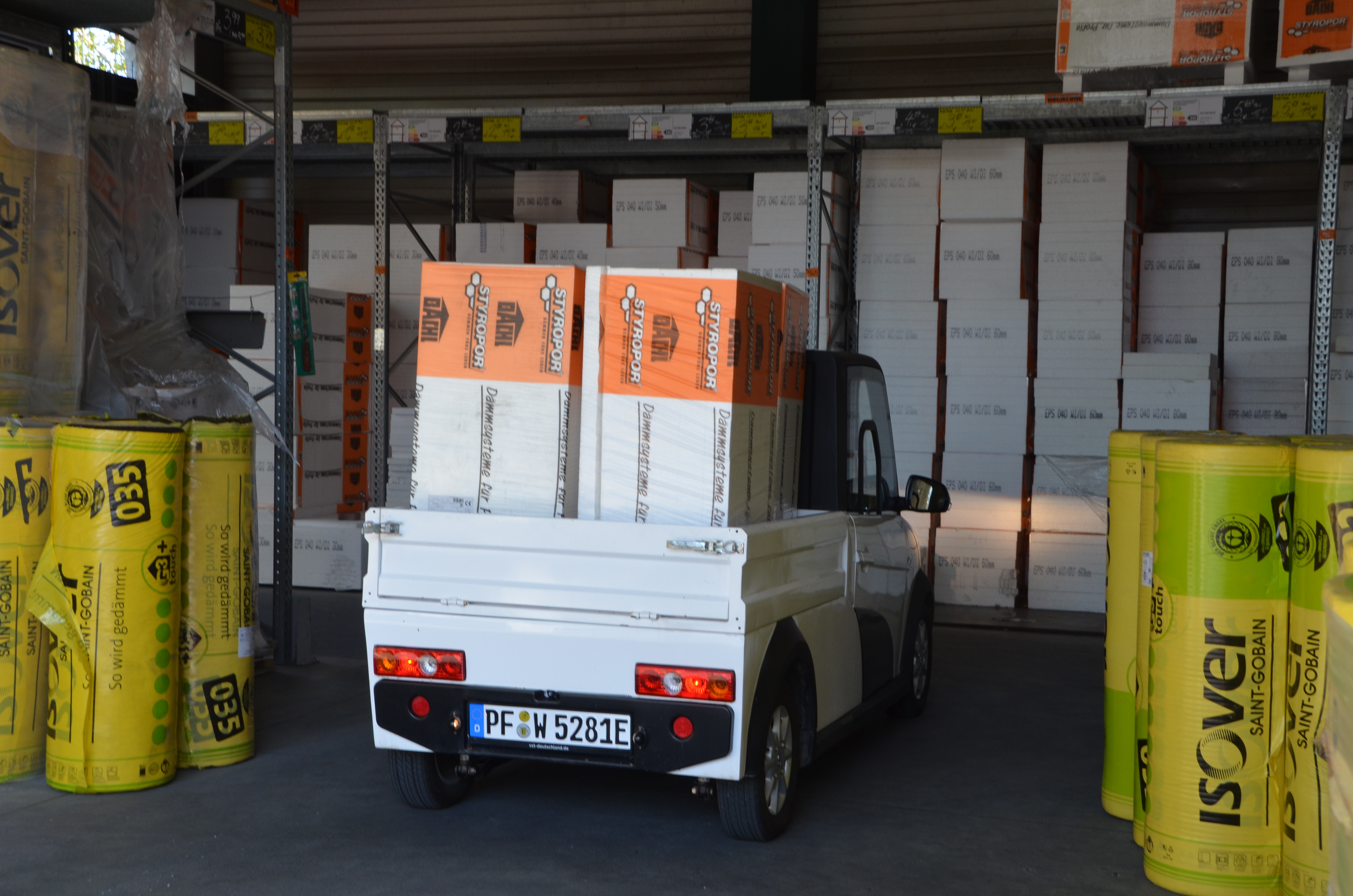
ARI 458 Pritsche
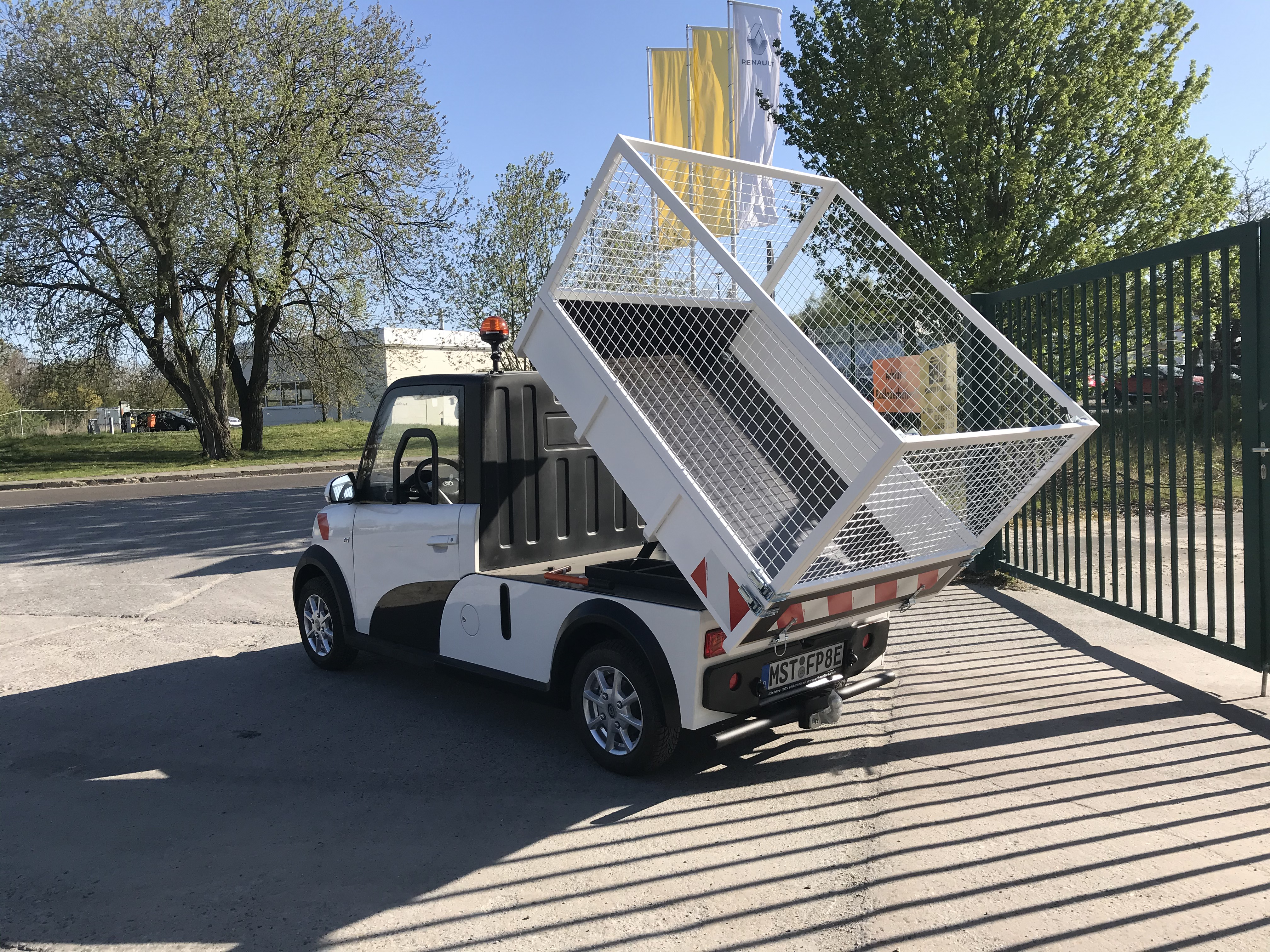
ARI 458 Kipper mit Laubgitter
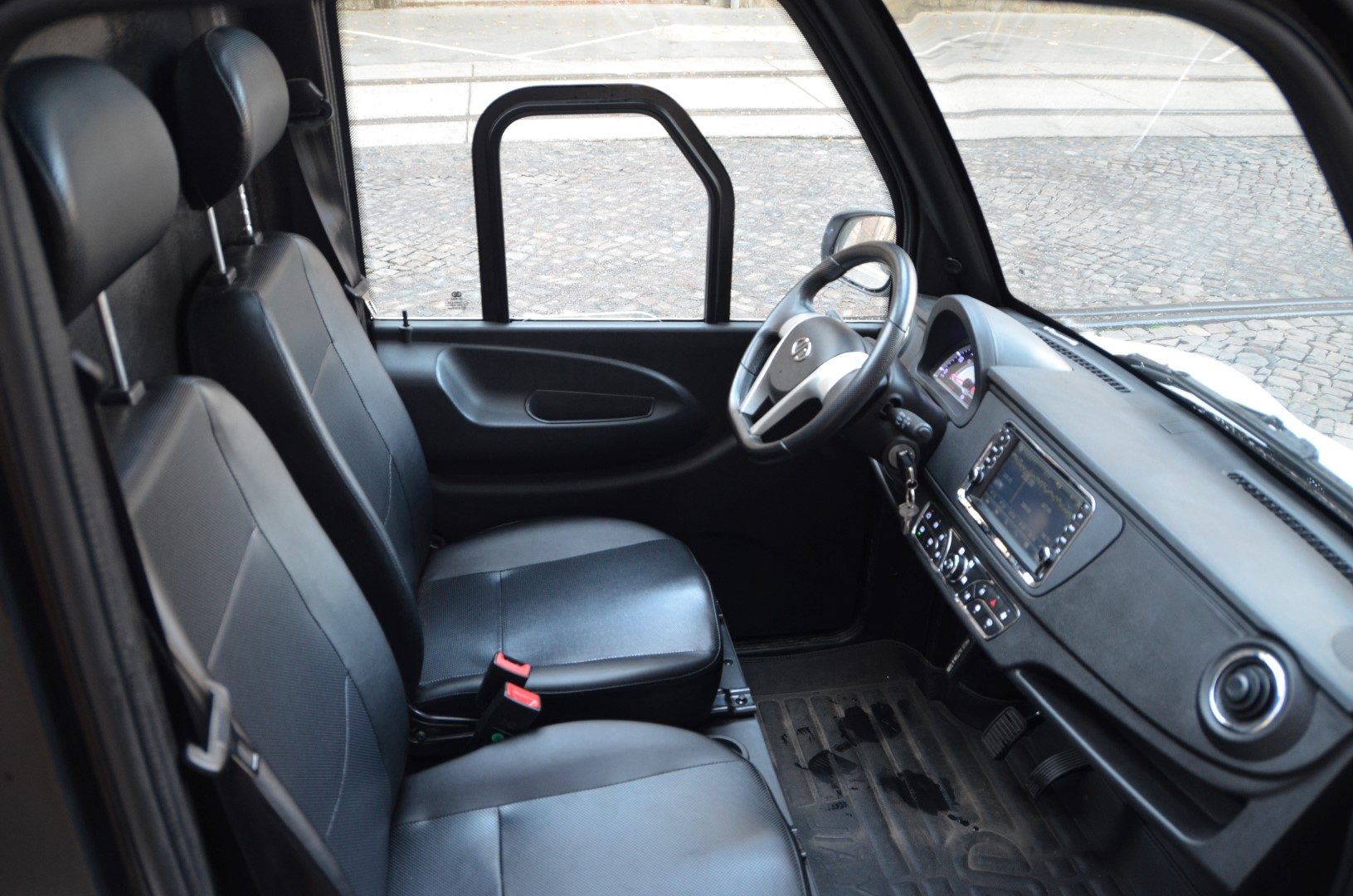
ARI 458 Innenraum
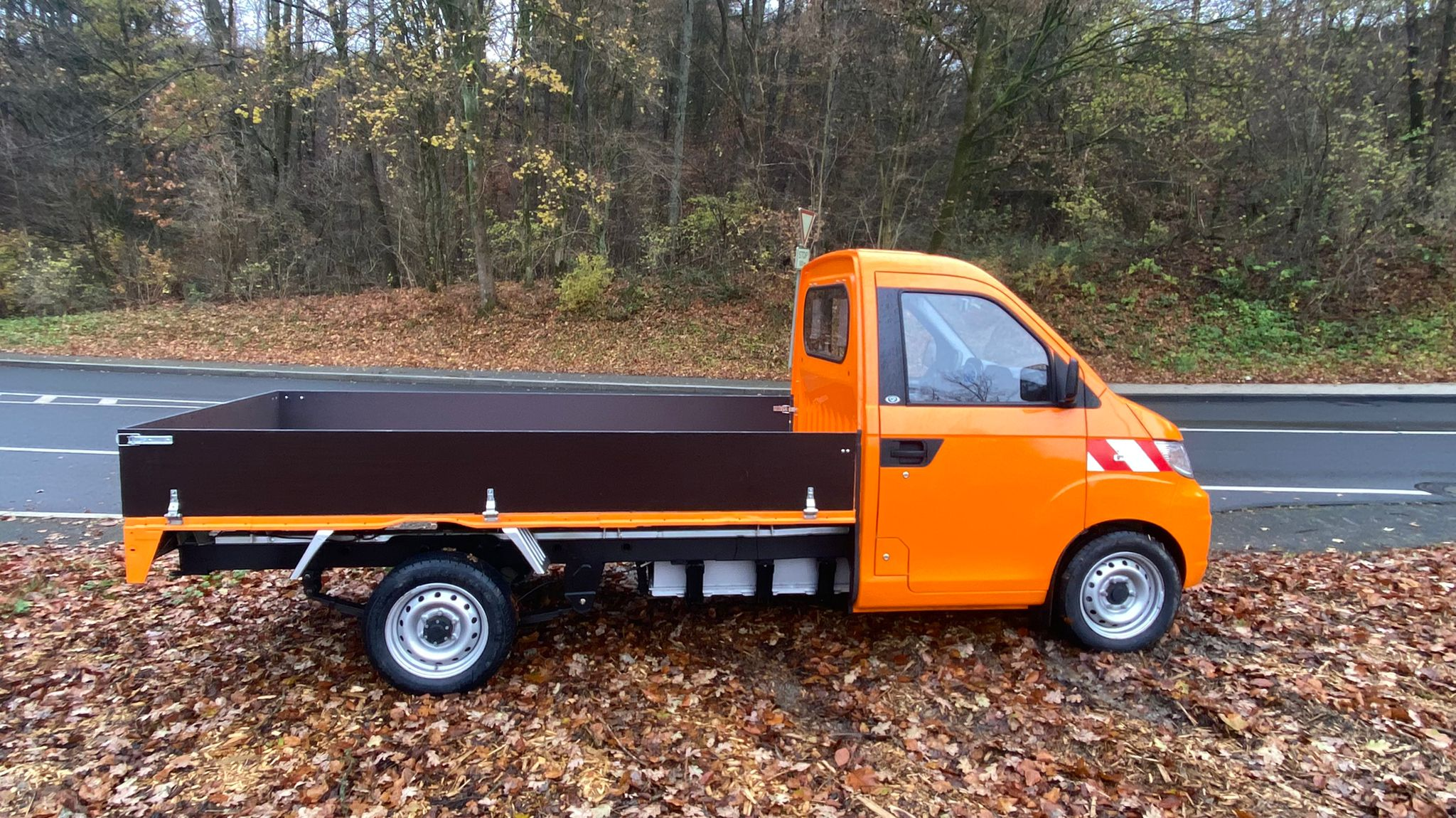
ARI 901 Pritsche

## Übersicht ARI-Modelle
| Modell     | Benötigter Führerschein | Fahrzeugklasse | Aufbautyp   | Sitzplätze | Leistung E-Motor | Höchstgeschwindigkeit | Nutzlast | Reichweite |
| ---------- | ----------------------- | -------------- | ----------- | ---------- | ---------------- | --------------------- | -------- | ---------- |
| ARI 145    | Klasse AM (Moped)       | L2e            | Lastenmoped | 1          | 1,6 kW           | 45 km/h               | 185 kg   | bis 60 km  |
| ARI 345    | Klasse AM (Moped)       | L2e            | Lastentrike | 1          | 3 kW             | 45 km/h               | 325 kg   | bis 100 km |
| ARI 252    | Klasse AM (Moped)       | L6e            | PKW         | 2          | 3,5 kW           | 25 km/h               | 200 kg   | bis 250 km |
| ARI 452    | Klasse AM (Moped)       | L6e            | PKW         | 2          | 3,5 kW           | 45 km/h               | 200 kg   | bis 250 km |
| ARI 458    | Klasse B                | L7e            | Koffer      | 2          | 7,5 kW           | 78 km/h               | 531 kg   | bis 495 km |
| ARI 458    | Klasse B                | L7e            | Pritsche    | 2          | 7,5 kW           | 78 km/h               | 531 kg   | bis 495 km |
| ARI 458    | Klasse B                | L7e            | Kipper      | 2          | 7,5 kW           | 78 km/h               | 531 kg   | bis 495 km |
| ARI 458    | Klasse B                | L7e            | Individual  | 2          | 7,5 kW           | 78 km/h               | 531 kg   | bis 495 km |
| ARI 802    | Klasse B                | L7e            | PKW         | 2          | 7,5 kW           | 78 km/h               | 531 kg   | bis 250 km |
| ARI 804    | Klasse B                | L7e            | PKW         | 4          | 7,5 kW           | 78 km/h               | 531 kg   | bis 250 km |
| ARI 901    | Klasse B                | N1             | Koffer      | 2          | 60 kW            | 100 km/h              | ~900 kg  | 240 km     |
| ARI 901    | Klasse B                | N1             | Pritsche    | 2          | 60 kW            | 100 km/h              | ~900 kg  | 260 km     |
| ARI 901    | Klasse B                | N1             | Kipper      | 2          | 60 kW            | 100 km/h              | ~900 kg  | 260 km     |
| ARI 901    | Klasse B                | N1             | Kastenwagen | 2          | 60 kW            | 100 km/h              | ~900 kg  | 260 km     |
| ARI 902    | Klasse B                | L7e            | PKW         | 2          | 15 kW            | 90 km/h               | 190 kg   | bis 200 km |
| ARI Soleno | Klasse B                | L7e            | PKW         | 2          | 15 kW            | 90 km/h               | 270 kg   | bis 220 km |
| ARI Bruni  | Klasse B                | L7e            | PKW         | 4          | 15 kW            | 90 km/h               | 270 kg   | bis 215 km |
| ARI 1570   | Klasse B                | N1             | diverse     | 3          | 35 kW            | 70 km/h               | 1500 kg  | bis 170 km |
| ARI 1710   | Klasse B                | N1/N2          | Kastenwagen | 3          | 115 kW           | 100 km/h              | 1475     | bis 415 km |

## Referenzen
Der Grünen-Politiker Stephan Kühn besuchte ARI Motors Ende 2019 im Rahmen seines Einsatzes für die Förderung von Leichtelektromobilen auf Bundesebene. Die Partei von Kühn hatte wiederholt gefordert, den sogenannten Umweltbonus auf Fahrzeuge der leichten Klassen L6e und L7e auszuweiten.
Im Oktober 2021 stellten die Elektrofahrzeug-Hersteller ARI Motors und SONO Motors einen gemeinsamen Nutzfahrzeug-Prototyp vor. Auf den Aufbau des ARI 458 mit Kofferaufbau wurden fünf von SONO Motors entwickelte Photovoltaik-Module mit einer Spitzenleistung von 450 Watt montiert, welche bei gutem Wetter für bis zu 48 Kilometer zusätzliche Reichweite sorgen.
Im Jahr 2022 war der ARI 802 Teil des Films Die Känguru-Verschwörung der Regisseure Marc-Uwe Kling und Alexander Berner.
2022 wurde das Unternehmen für den Gründerpreis „Sachsen gründet – Start-Up 2022“ nominiert und kam in Gruppe der 5 besten Start-Ups des Bundeslandes.
2022 gewann ARI Motors die von der AHK Südamerika initiierte „Energy Challenge Germany“. In der Folge wurde das Unternehmen nach Chile eingeladen, um u. a. auf der Bergbaumesse „Exponor 2022“ auszustellen. Partnerland der Messe war Deutschland.

## Belege
1. ↑  Elektrofahrzeuge - gut, günstig und nach Kundenwunsch. Abgerufen am 27. Februar 2023 (deutsch).
2. ↑  ARI Motors. In: Bundesverband eMobilität. 3. Februar 2021, abgerufen am 8. Dezember 2021 (deutsch).
3. ↑  Ari Motors gibt Debüt im Primärmarktsegment der Börse Düsseldorf - electrive.net. Abgerufen am 25. Juli 2023.
4. ↑  Ari Motors Industries geht an den Primärmarkt Düsseldorf. 19. Juli 2023, abgerufen am 25. Juli 2023.
5. ↑  Jiayuan Electric Vehicles: Development History. Nanjing Jiayuan Special Electric Vehicles Manufacture Co., Ltd, archiviert vom Original (nicht mehr online verfügbar) am 14. August 2019; abgerufen am 29. Mai 2020.
6. ↑  Triggo stellt in der Breite variables E-Leichtfahrzeug vor electrive.net, 11. Mai 2020, abgerufen am 11. Mai 2021
7. ↑  Christopher Trinks: Seelsorge in Düsseldorf: Auf einen Kaffee bei Evie. 6. August 2022, abgerufen am 7. Dezember 2022.
8. ↑  Roland Hildebrandt: Ari Poly (2025): Günstiger Elektro-Kleinwagen mit China-Genen. In: insideevs.de. 21. Mai 2025, abgerufen am 21. Mai 2025.
9. ↑  Umweltbonus: Grüne fordern Prämie für Elektro-Kleinstfahrzeuge. In: Elektroauto-News.net. 27. Januar 2020, abgerufen am 15. Mai 2020.
10. ↑  Anja Krüger: Ein Herz für Mini-Autos. TAZ, 22. Januar 2020, abgerufen am 15. Mai 2020.
11. ↑  ARI Motors E-Fahrzeug-Prototyp mit Solar-Integration von Sono Motors. In: Elektroauto-News.net. 6. Oktober 2021, abgerufen am 21. Dezember 2021 (deutsch).
12. ↑  Die Känguru-Verschwörung mit dem ARI 802 - das Auto aus dem Film von Marc Uwe Kling. Abgerufen am 9. November 2022.
13. ↑  Daniel Jacob, Thomas Kuwatsch, Pavel Pilous. In: unternehmerpreis.de. Abgerufen am 9. November 2022.
14. ↑  Leipziger Volkszeitung: Sachsens Unternehmer des Jahres: Die fünf besten Start-ups. Abgerufen am 9. November 2022.
15. ↑  Energy Challenge Chile: Die Gewinner stehen fest. AHK Chile, abgerufen am 7. Dezember 2022.

Aktuelle Marken:
Aaglander |
Abt Sportsline |
Alpina |
Arden |
ARI |
Audi |
Bitter |
BMW |
Boldmen |
Brabus |
Citysax |
Ford |
Gemballa |
Hamann |
Heico |
HKT |
Irmscher |
Isdera |
Mercedes-AMG |
Mercedes-Benz |
Mercedes-Maybach |
Opel |
Porsche |
Roding |
Ruf |
Rush |
Smart |
VW |
Weineck |
Wiesmann
Ehemalige Marken in der Bundesrepublik Deutschland:
AC |
ADI |
Adler |
AFM |
AHK |
AHS |
Albert |
Albrecht |
Alpha Shark |
Amphicar |
Artega |
ATW |
Aumann |
Auto Union |
AWS (1948–1951) |
AWS (1970–1974) |
Bancroft |
Bauer |
Baur |
Benarrow |
Bieber |
Böhler |
Bohse |
Borgward |
Brütsch |
Bug |
Burgert |
Burgfalke |
CAM |
CCS (1983–2003) |
CCS (1990–1993) |
Champion |
City-El |
CN |
Colani |
Comminication |
Comtesse |
D & S |
Dauer |
Delta |
Deserter |
DKW |
Dornier |
Dugatto |
Dyna-Veritas |
E.GO |
EAM |
Econom |
Elisar |
Espenlaub |
E-Wolf |
Fend |
FESC |
Fiberfab |
FMR |
Fuldamobil |
Gepard |
German E-Cars |
Glas |
Glöckler-Porsche |
Gnom |
Goggomobil |
Goliath |
Gorgus |
Grewe & Schulte-Derne |
Gumpert |
Gutbrod |
Hanomag |
Hansa |
Hardy |
Hartge |
HAT |
Hauser |
HAZ |
Hazard |
Heinkel |
Karabag |
Hermsen |
Hieber |
Hoffmann |
Höffner |
Hotzenblitz |
HSA |
Hurst |
Indy |
IVM |
Janßen |
Jetcar |
Jurisch |
Keinath |
Kersting |
Kleiner Wolf |
Kleinschnittger |
Kodiak |
Kohlmus |
Kroboth |
Kuhn |
Kurek |
Leggatti |
Leonhardt |
Libelle |
Lloyd |
Lorenz & Rankl |
Lorico |
Lotec |
Mada |
Maico |
Maybach |
MCA |
Merkur |
Messerschmitt |
Meyra |
Mia |
Michalak |
Mohr |
Mopetta |
MW |
Neckar |
Nizza |
NSU |
NSU-Fiat |
Nova |
Ostermann |
PCS |
Petri & Lehr |
Phoenix-Cobra |
Pinguin |
Pöhlmann |
Rahn-Fox |
RH |
RMA |
Rudolph |
Saier |
Saxxon |
Scheib |
Sebring-Spyder |
Seibt |
Serengeti |
SGS |
Solo |
Sono |
Spatz |
Stallion |
Staunau |
Steinwinter |
Streetscooter |
Strohm |
Sun Car |
Sunroad |
Thurner |
Tiger |
Treser |
Trippel |
Verona |
Veritas |
Victoria |
VM |
VW-Porsche |
Wax |
Weidner |
Wektor |
Wendax |
Westfalia |
Yes |
Zato |
Zündapp
Ehemalige Marken in der DDR:
AWZ |
EMW |
IFA |
Melkus |
Sachsenring |
Trabant |
Wartburg